# Idete (Kilolo)
Idete ist ein Verwaltungsbezirk (englisch Ward) des Distrikts Kilolo in der tansanischen Region Iringa.

## Geografie
Idete ist ein Bezirk auf dem südlichen Hochland von Tansania etwa 55 Kilometer Luftlinie südöstlich der Regionshauptstadt Iringa. Der Bezirk grenzt im Nordwesten an Dabaga, im Osten an Kimala, im Süden an Masisiwe und im Westen an Ng'ang'ange. Bei der Volkszählung 2022 lebten 7656 Menschen in 1812 Haushalten auf einer Fläche von 81 Quadratkilometern.

## Gliederung
Der Bezirk besteht aus vier Gemeinden (swahili Mtaa) mit 15 Orten (Kitongoji):
| Idete - Idete - Utaginyi - Mbagi - Lukosikati | Madege - Ugele - Kaliakoo - Mkwaluma - Lwango | Kiwalamo - Kisagi - Kidugala - Miegamano | Ilutila - Milanzi - Ilutila Kati - Igongamhungi - Igungamhungi |

## Infrastruktur
- Gesundheit: In der Gemeinde Kiwalamo befindet sich eine staatliche Apotheke,[7] die Apotheke in Idete wird von der evangelischen Kirche,[8] die in Madege von der katholischen Kirche geführt.[9]
- Bildung: Im Bezirk liegen zwei weiterführende Schulen.[10] Die Madege Secondary School ist eine staatliche Schule, die rund 250 Schüler bis zur 4. Stufe ausbildet.[11] Die Lutangilo Secondary School wird von der evangelischen Kirche geführt und bietet ebenfalls eine Ausbildung bis zur 4. Stufe an.[12]